# Rödbraxen
Rödbraxen (Pagrus pagrus) är en saltvattensfisk från familjen havsrudefiskar (Sparide) med utbredning på båda sidor av Atlanten från 51°N till 43°S, 98°V till 36°O samt i Medelhavet. Den når en maximal storlek under en meter och en vikt av maximalt 7,7 kg. I allmänhet når den en längd av upp till 35 cm. Den är en populär matfisk.

## Beskrivning
Rödbraxen har en långsträckt, oval form, som andra havsrudefiskar tillplattad från sidorna. Den är rosafärgad, vanligen med silverskimmer, och ljusare buk. Ryggfena, bröstfenor och stjärtfena är oftast rödaktiga. Munnen har kraftig tandbeväpning.

## Utbredning
Rödbraxen lever bentopelagiskt kustnära över bottnar med klippor, grus eller sand ned till 250m, vanligen dock mellan 10 och 80 m. Den har återfunnits på Atlantens östsida från Brittiska öarna söderöver förbi Gibraltar vidare längs Afrikas kust över Kanarieöarna och Madeira ned till Västsahara samt i Medelhavet. På Atlantens västsida återfinns den från New York söderöver ned till Argentina inklusive västra Karibiska havet och Mexikanska golfen.

## Ekologi

### Föda
Rödbraxen söker sin föda på bottnen, där den tar kräftdjur, fisk och blötdjur.

### Fortplantning
Liksom många andra havsrudefiskar är rödbraxen hermafrodit. Den når könsmognad vid 1 till 2 års ålder och cirka 30 cm längd i sydvästra delen av sitt utbredningsområde (Mexikanska golfen), omkring 2 års ålder och 23 cm längd vid Kanarieöarna, och omkring 3 till 4 års ålder i östra Medelhavet. Till att börja med är den hona, för att övergå till att vara hane senare under sin utveckling. Rödbraxen är äggläggande med yttre befruktning. Den leker på våren när vattentemperaturen har nått 15 °C till 19 °C. I Mexikanska golfen leker arten i december till februari på djup mellan 20 och 78 m. Längre norrut vid den nordamerikanska atlantkusten sker leken senare, mellan januari till april, medan den sker från november till januari vid Argentina. I östra Atlanten leker rödbraxen mellan december till maj vid Kanarieöarna, januari till april i de spanska farvattnen, och från vår till försommar i östra Medelhavet. Ynglen utvecklas på mindre djup, gärna över sjögräsbottnar, för att vandra ned till större djup senare under sin utveckling.

## Rödlistningsstatus
Rödbraxen betraktades tidigare som en hotad fiskart, rödlistad som starkt hotad ("EN") 1996 av IUCN. Tack vare ett antal bevarande åtgärder, bland annat har överfisket i USA upphört, blev den i samband med den senaste bedömningen (2009) omklassificerad som livskraftig ("LC"). Beståndet är emellertid ännu påverkat av den tidigare nedgången. Dessutom är födo- och habitatkonkurrens från släktet Pterois (vingsimpor, den kända saltvattensakvariefisken drakfisk hör hit) ett hot.

## Kommersiell betydelse
På grund av tidigare överfiske betingar arten ett högt pris, vilket lett till att kommersiell odling av rödbraxen bedrivs. Ett stort problem för odlarna är att medan viltlevande rödbraxen har livliga klara färger den odlade har dämpade grå färger och därför inte är lika attraktiv i fiskdiskarna. Ett europeiskt forskningsprojekt bedrivs för att utröna vad som orsakar denna färgförändring, men ännu har man inte lyckats klarlägga det.

## Farlighet
Det finns uppgifter om att rödbraxen skall ha orsakat ciguateraförgiftning.